# Grandcamp-Maisy
Grandcamp-Maisy és un municipi francès situat al departament de Calvados i a la regió de Normandia. L'any 2007 tenia 1.782 habitants.

## Demografia

### Població
El 2007 la població de fet de Grandcamp-Maisy era de 1.782 persones. Hi havia 833 famílies de les quals 313 eren unipersonals (106 homes vivint sols i 207 dones vivint soles), 308 parelles sense fills, 158 parelles amb fills i 54 famílies monoparentals amb fills.
La població ha evolucionat segons el següent gràfic:
Habitants censats

### Habitatges
El 2007 hi havia 1.793 habitatges, 845 eren l'habitatge principal de la família, 849 eren segones residències i 99 estaven desocupats. 1.080 eren cases i 435 eren apartaments. Dels 845 habitatges principals, 555 estaven ocupats pels seus propietaris, 274 estaven llogats i ocupats pels llogaters i 16 estaven cedits a títol gratuït; 17 tenien una cambra, 103 en tenien dues, 224 en tenien tres, 216 en tenien quatre i 284 en tenien cinc o més. 540 habitatges disposaven pel capbaix d'una plaça de pàrquing. A 464 habitatges hi havia un automòbil i a 207 n'hi havia dos o més.

### Piràmide de població
La piràmide de població per edats i sexe el 2009 era:
| Homes | Edats   | Dones |
| ----- | ------- | ----- |
| 0     | 95 o +  | 0     |
| 12    | 90 a 94 | 4     |
| 8     | 85 a 89 | 8     |
| 16    | 80 a 84 | 12    |
| 32    | 75 a 79 | 56    |
| 64    | 70 a 74 | 84    |
| 88    | 65 a 69 | 88    |
| 60    | 60 a 64 | 84    |
| 44    | 55 a 59 | 68    |
| 56    | 50 a 54 | 40    |
| 72    | 45 a 49 | 60    |
| 48    | 40 a 44 | 40    |
| 68    | 35 a 39 | 48    |
| 44    | 30 a 34 | 64    |
| 76    | 25 a 29 | 36    |
| 52    | 20 a 24 | 48    |
| 48    | 15 a 19 | 52    |
| 76    | 10 a 14 | 48    |
| 28    | 5 a 9   | 36    |
| 36    | 0 a 4   | 40    |

## Economia
El 2007 la població en edat de treballar era de 931 persones, 594 eren actives i 337 eren inactives. De les 594 persones actives 511 estaven ocupades (299 homes i 212 dones) i 82 estaven aturades (29 homes i 53 dones). De les 337 persones inactives 169 estaven jubilades, 52 estaven estudiant i 116 estaven classificades com a «altres inactius».

### Ingressos
El 2009 a Grandcamp-Maisy hi havia 885 unitats fiscals que integraven 1.756 persones, la mediana anual d'ingressos fiscals per persona era de 15.992 €.

### Activitats econòmiques
Dels 115 establiments que hi havia el 2007, 1 era d'una empresa extractiva, 2 d'empreses alimentàries, 2 d'empreses de fabricació de material elèctric, 3 d'empreses de fabricació d'altres productes industrials, 9 d'empreses de construcció, 25 d'empreses de comerç i reparació d'automòbils, 1 d'una empresa de transport, 30 d'empreses d'hostatgeria i restauració, 5 d'empreses financeres, 10 d'empreses immobiliàries, 9 d'empreses de serveis, 11 d'entitats de l'administració pública i 7 d'empreses classificades com a «altres activitats de serveis».
Dels 38 establiments de servei als particulars que hi havia el 2009, 1 era una oficina de correu, 3 oficines bancàries, 1 funerària, 2 tallers de reparació d'automòbils i de material agrícola, 2 autoescoles, 2 paletes, 1 guixaire pintor, 1 fusteria, 4 lampisteries, 2 electricistes, 2 perruqueries, 12 restaurants, 4 agències immobiliàries i 1 tintoreria.
Dels 11 establiments comercials que hi havia el 2009, 1 era un hipermercat, 2 botiges de menys de 120 m², 2 fleques, 1 una fleca, 1 una peixateria, 1 una llibreria, 1 una botiga de mobles i 2 floristeries.
L'any 2000 a Grandcamp-Maisy hi havia 17 explotacions agrícoles que ocupaven un total de 975 hectàrees.

## Equipaments sanitaris i escolars
L'únic equipament sanitari que hi havia el 2009 era una farmàcia.
El 2009 hi havia una escola elemental.

## Poblacions més properes
El següent diagrama mostra les poblacions més properes.